# Pelusios carinatus
Espèce
Pelusios carinatus est une espèce de tortues de la famille des Pelomedusidae.

## Répartition
Cette espèce se rencontre au Congo-Kinshasa, au Congo-Brazzaville et au Gabon.

## Publication originale
- Laurent, 1956 : Contribution à l'herpetologie de la région des Grandes Lacs de l'Afrique centrale. Annales du Musée royal de Congo belge (Sciences Zoologiques), vol. 48, p. 1-390.